# Baruun Urt Airport
Baruun Urt Airport är en flygplats i Mongoliet.   Den ligger i provinsen Süchbaatar, i den östra delen av landet, 500 km öster om huvudstaden Ulaanbaatar. Baruun Urt Airport ligger 963 meter över havet.
Terrängen runt Baruun Urt Airport är lite kuperad, och sluttar söderut.  Trakten runt Baruun Urt Airport är nära nog obefolkad, med mindre än två invånare per kvadratkilometer. Närmaste större samhälle är Baruun-Urt, 2,3 km norr om Baruun Urt Airport. Trakten runt Baruun Urt Airport består i huvudsak av gräsmarker.